# 李大浩
李 大浩（イ・デホ、韓: 이대호、1982年6月21日 - ）は、大韓民国・釜山広域市出身の元プロ野球選手（内野手）。2008年北京オリンピック 野球 金メダリスト。

## 経歴

### アマチュア時代
幼少期の頃に父が死去し、母とも別れ兄と共に祖母に育てられた。家庭は非常に貧しかったと語っている。
小学生の時から野球をしており、慶南高校時代は投手兼4番としてプレー。2000年、カナダのエドモントンで行われた世界青少年野球大会に韓国代表の投手として選出される。大会では金泰均、秋信守、鄭根宇らと強力なクリーンナップを形成し、チームを優勝に導いた。大会通じての成績は打率.500（30打数15安打）、3本塁打を記録。打率はアメリカ代表のジョー・マウアーに次ぐ大会第2位の成績だった。

### プロ入りとロッテ・ジャイアンツ時代
2001年にロッテ・ジャイアンツに入団。肩を故障していたため、野手としての入団だった。
2002年、当時の監督であった白仁天から体重の減量を命じられ、無謀な練習中に膝を怪我した。李大浩はこの時期が野球人生で一番辛かったと回想している。
2003年、前述の膝の怪我の影響で出場機会は少なかった。
2004年は一塁のレギュラーに定着。
2005年にはKBOオールスターゲーム最優秀選手賞を受賞し、公式戦全126試合に出場するなど本格的にブレークした。
2006年に首位打者、本塁打王、打点王を獲得し、1984年の李萬洙以降22年ぶり2人目となる三冠王に輝いた。得点圏打率も.398とリーグトップを記録し、一塁手としてゴールデングラブ賞を受賞した。しかし、最優秀選手投票ではチームの成績が7位と悪かったことと、打点の数が低かったことがあだとなり、投手三冠王と新人王を同時受賞した柳賢振に最優秀選手賞 (MVP) を譲った。
2007年、4月21日の現代ユニコーンズ戦では社稷野球場初となる推定飛距離150メートルの特大本塁打を記録。同年は打率.335、29本塁打、87打点、OPS1.053を記録した。
2008年は北京オリンピックの野球韓国代表に選出された。主に指名打者として起用された。アメリカ合衆国戦、日本戦（和田毅から2点本塁打）、オランダ戦で本塁打を1本ずつ記録し、大会最多タイの3本塁打を記録。大会通じて打率.360・10打点と国際大会でもその打撃力は発揮された。大会前の時点では兵役を免除されておらず、この大会でメダルを獲得すれば免除されることが決まっていたため、チームの金メダル獲得によって兵役を免除された。
2009年はシーズン開幕前の3月に開催された第2回ワールド・ベースボール・クラシック(WBC)の韓国代表に選出された。同大会では打率.278、打点5と目立った成績は残せなかった。
シーズンでは4年ぶりとなる全試合出場を果たした。チームは前年の3位から4位に順位を下げたこともあり、契約更改では年俸の削減対象とされたが、活躍が認められ3000万ウォンの年俸増を勝ち取った。
2010年8月14日の対起亜タイガース戦で世界記録となる9試合連続本塁打を打った。8月20日の対斗山ベアーズ戦では李承燁、沈正洙が2003年に記録して以来となる自身初のシーズン40本塁打を記録。最終的に打率.364、44本塁打、133打点で自身4年ぶり2度目（韓国球界初）となる打撃三冠王を達成。その他、安打数、出塁率、長打率、得点まで7部門でトップを記録するなど自己最高成績を収め、念願のレギュラーシーズン最優秀選手 (MVP) にも選ばれた。
2011年1月、KBOに年俸調停を申請し調停委員会が開かれたが、本人が要求した7億ウォンではなく、球団側が提示した6億3000万ウォンの年俸が通った。レギュラーシーズンでは打率.357、27本塁打、113打点、OPS1.011という好成績を残した。しかし、MVP投票では投手4冠王の尹錫珉が最優秀選手賞 (MVP) を受賞した。オフに日本球界に移籍するため、海外FA権を行使。

### オリックス時代

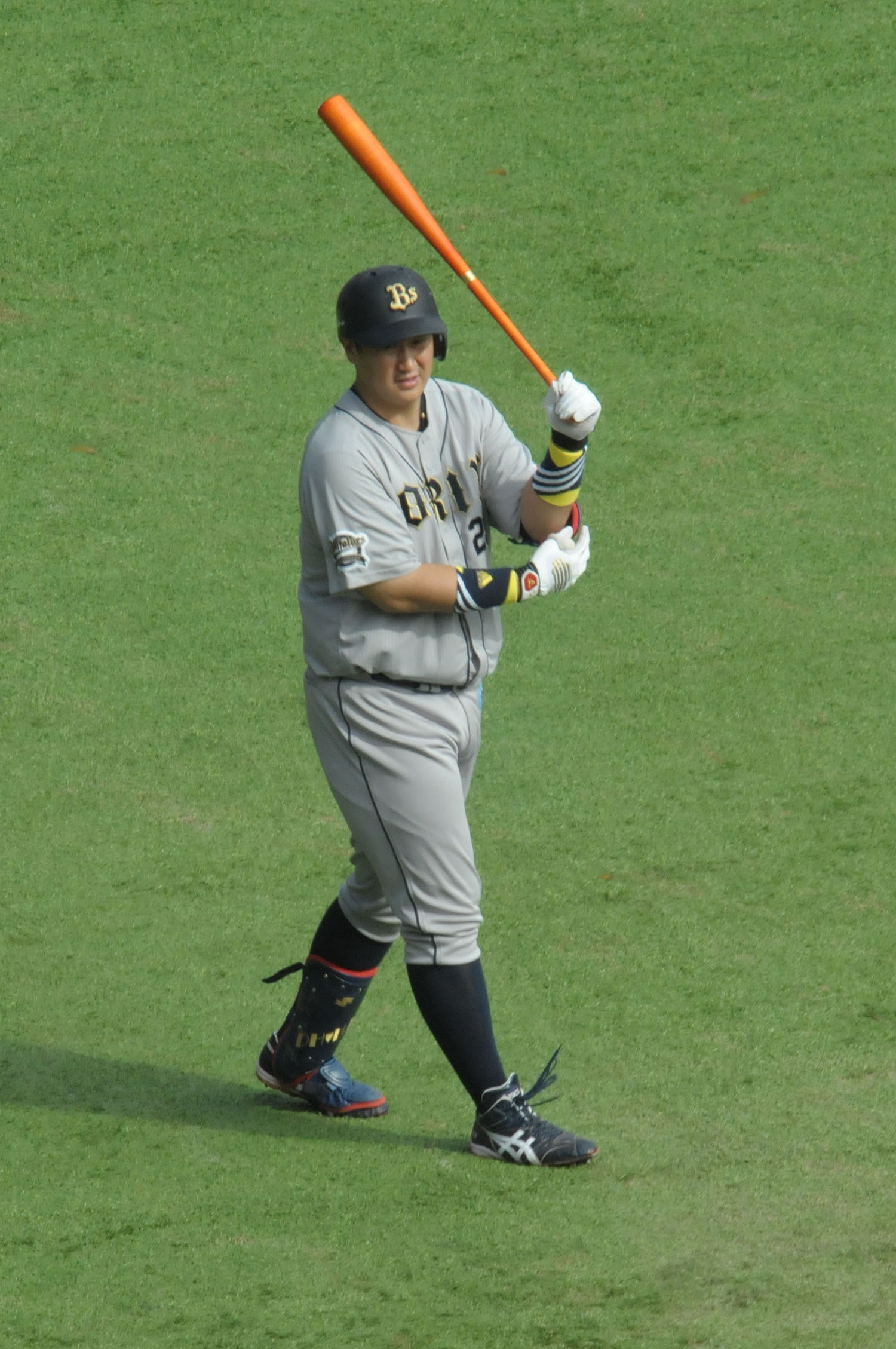
オリックス時代（2012年7月8日、QVCマリンフィールド）

2011年12月5日に日本プロ野球 (NPB) のオリックス・バファローズへの入団が発表された（2年契約）。ロッテ時代からの継続を希望していた背番号10番は大引啓次、52番はアーロム・バルディリスとすでに主力選手が使用していたため、2011年ドラフト会議で指名され入団した新人の佐藤達也に与えられた背番号25となった。なお、阪神タイガースもこれ以前から獲得を目指していた。
2012年開幕戦で4番を務め、チーム初打点となる適時打を放つも、開幕15試合目にして初の長打、17試合目にして初本塁打を記録する等、3・4月は月間打率.233とシーズン序盤は日本野球への順応に苦労した。しかし、5月に入ると緩やかに調子を上げていき、5月19日の対東京ヤクルトスワローズ戦では9回表二死の土壇場でトニー・バーネットから逆転2ランを放ち、その裏に同点に追いつかれるも延長戦の末に勝利したチームの連敗を6で止める契機となる一撃となった。すると、この試合から3試合連続本塁打、5月25日の対広島東洋カープ戦では延長10回裏に岸本秀樹から来日初のサヨナラ打を放つ等、5月は月間打率.322、8本塁打19打点の活躍で月間MVPを受賞した。次の6月も2日の対読売ジャイアンツ戦では1試合4安打、7月も打率.338、7本塁打18打点の活躍で、2度目の月間MVPを受賞した。8月以降は疲労からかやや調子を落としていったが、9月8日の対北海道日本ハムファイターズ戦でも延長10回裏に石井裕也から2度目のサヨナラ打を放つ等、随所で勝負強い打撃を発揮し続けた。最終的には全試合で4番打者として出場し、打率.286、24本塁打91打点の成績で打点王のタイトルを獲得し、最下位に沈んだチームで奮闘する働きを見せた。
2013年2月に大引が退団すると、背番号をかねてから希望していた10に変更。シーズン開幕前には、NPBに所属する韓国人選手でただ1人第3回WBC韓国代表に選出された関係で、オリックスの春季キャンプに参加できなかった。韓国代表は3月5日に1次ラウンドB組3位で大会からの敗退が決まったため、同月10日にはオリックスへ合流。オープン戦の終盤から、NPBの実戦に復帰した。
シーズンでは7月28日の対西武戦（西武ドーム）において、6回表の打席で空振り三振の判定をめぐる球審の西本欣司への抗議から侮辱行為でNPBでは初の退場処分。また、直後に李大浩の退場宣告に対して西本へ抗議をした森脇浩司監督も退場処分となった。その一方で、9月28日の対日本ハム戦（京セラドーム大阪）でNPBでは初の満塁本塁打を打つなど、前年に続いて下位に低迷するチームの4番打者として奮闘した。この年でオリックスとの2年契約が満了する関係で、チームが公式戦2試合を残していた10月8日に出場選手登録を抹消されたが、シーズン通算ではNPBでは初の打率3割と2年連続の24本塁打・91打点を記録した。
シーズン終了後には李大浩の意向を受けた代理人が、李大浩の残留を希望するオリックスと交渉を重ねた。しかし、条件面で折り合いが付かなかったことから、球団本部長の瀬戸山隆三は11月14日に交渉の決裂と李大浩の退団を発表した。

### ソフトバンク時代
2013年12月24日に福岡ソフトバンクホークスに移籍。保障額は2年総額9億円（推定）で、3年目は李大浩側が選択権を有する契約。背番号は同年からオリックスで着用していた10に決まった。なお、ソフトバンクは2014年1月23日に、オリックス時代の李の通訳だった鄭昌龍の入団も発表している。
2014年は全試合に4番として出場し、ソフトバンクのリーグ優勝と日本一に貢献。韓国時代を含めた自身初の優勝経験となった。個人成績では6月に打率4割を記録して月間MVPを受賞。最終的に来日後最多となる170安打（チームメイトの中村晃に次いでリーグ2位）を打つも、好機には弱く得点圏打率は.244と伸び悩み、打点や本塁打が前年より減少した。

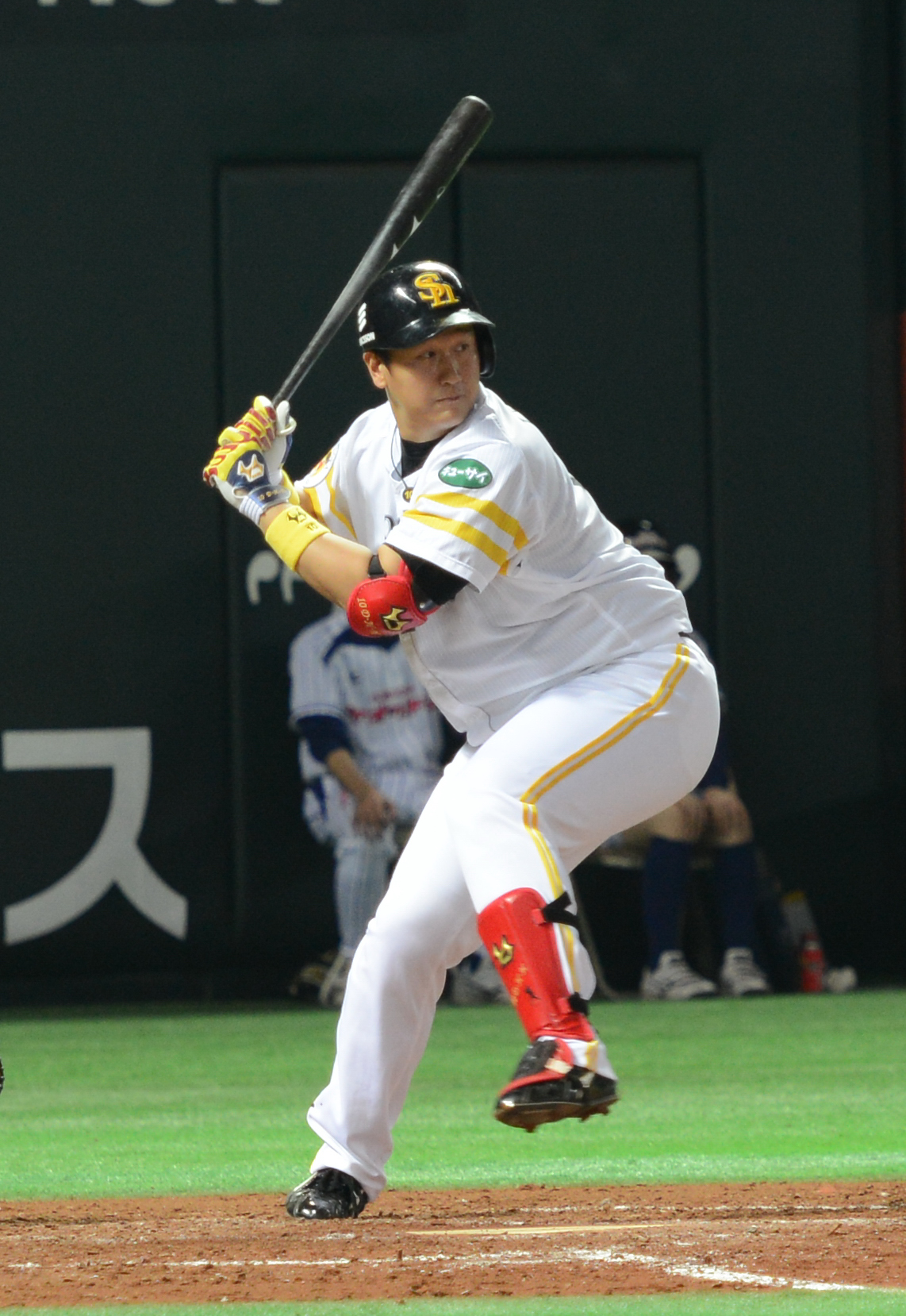
福岡ソフトバンクホークス時代
（2014年4月13日、福岡ヤフオク!ドームにて）

阪神タイガースとの日本シリーズでは第2戦は4回に能見篤史から先制ソロ本塁打、第3戦は6回に安藤優也から2点適時打を放った。
2015年は新たな一軍監督に就任した工藤公康の方針で5番打者に起用され、内川聖一が開幕から4番打者を務めていた。しかし、内川が欠場した8月13日の対オリックス戦（福岡ヤフオク!ドーム）で彼はこの年初めて4番打者として出場。2安打4打点という成績を残すとともに、3点本塁打を放ったことによって4試合連続本塁打を記録した。レギュラーシーズン通算では、一軍公式戦141試合に出場。打率は.282に留まったが、31本塁打、98打点という来日キャリアハイの成績で、チームの2年連続リーグ優勝に貢献した。
東京ヤクルトスワローズとの日本シリーズでは、開幕前の肋骨骨折で欠場した内川に代わって、再び4番打者として出場。第2戦は4回小川泰弘から先制2点本塁打、第4戦は1回に館山昌平から先制適時打、3回に館山から走者一掃の二塁打、第5戦は4回に石川雅規から先制2点本塁打を打った。5試合で16打数8安打2本塁打という好成績を残し、チームをシリーズ連覇に導いた。また、5試合で終了したシリーズでは最も多い（タイ記録）通算8打点を記録し、韓国人選手初の日本シリーズMVPに選ばれた。
オフの11月に開催された第1回WBSCプレミア12の韓国代表に選出された。同大会では「4番・指名打者」として全試合に出場。ドミニカ共和国との予選第2戦では、逆転本塁打を打ったことで、チームに大会初の得点をもたらした。さらに、東京ドームで開かれた日本との準決勝（11月19日）では、1点ビハインドで迎えた9回表無死満塁の打席で逆転の2点適時打を打って逆転勝利に貢献。チームはその後の決勝のアメリカ合衆国戦も制して優勝した。大会終了後には、李は指名打者部門でベストナインに選ばれた。
ソフトバンクとの契約期間が2015年で満了したことから、11月3日に韓国・ソウル特別市で開いた記者会見で、翌2016年からメジャーリーグベースボール (MLB) に挑戦することを明言。球団では、この会見を受けて、保留選手名簿に李を記載しなかった。12月2日付で、NPBから自由契約選手として公示。
李自身は、2015年の12月上旬にMLBのウィンターミーティングへ参加。メジャー契約での移籍に向けて、複数の球団と交渉を進めた。ちなみに、ソフトバンクは李との再契約交渉で、MLBの球団を上回る条件（2年総額10億円+出来高）を提示したという。

### マリナーズ時代
2016年2月3日にシアトル・マリナーズとマイナー契約を締結。3月下旬には、上記の契約を破棄する条項を追加することによって、メジャー契約へ移行した場合に推定年俸100万ドル＋出来高の待遇を受けることが報じられた。

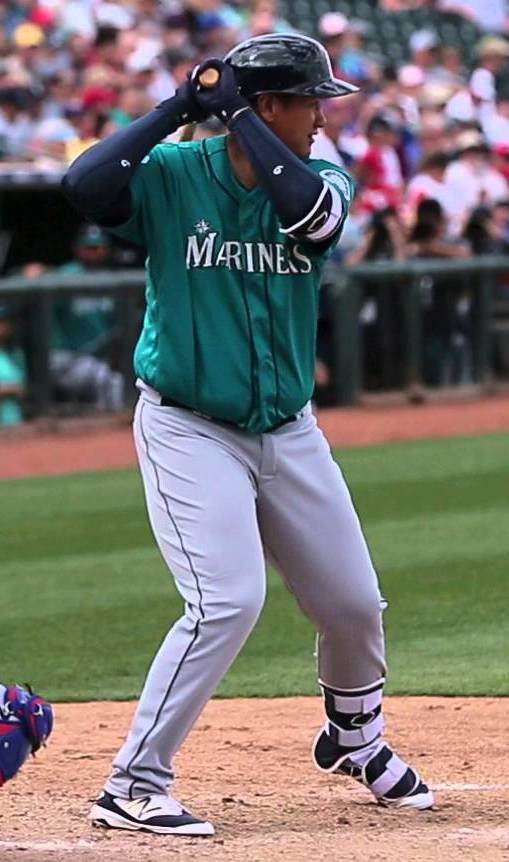
シアトル・マリナーズ時代
(2016年)

契約後は、招待選手としてスプリングトレーニングに参加した。オープン戦19試合へ出場した時点で打率.250、1本塁打、OPS.713という成績にとどまっていたが、前述した契約破棄条項行使期限の3月27日に、メジャー契約へ移行。25人枠入りを果たした。4月4日には、テキサス・レンジャーズとの開幕戦に代打で出場。13日の同カードでは、延長10回裏二死一塁で代打に起用されると、ジェイク・ディークマンからサヨナラ本塁打を打った。マリナーズとのメジャー契約1年目の選手がMLB公式戦で代打サヨナラ本塁打を記録した事例は、球団史上初めてである。以降の公式戦ではスタメンにも起用されたが、オールスターゲームによる中断期間を境に打撃が低迷。後半戦の打率は.109で、一時は傘下3Aチームのタコマに降格した。9月初旬にメジャーへ再び昇格したが、同月後半から再び不調に陥ったため、シーズン終盤にはスタメン起用の機会が減った。MLB公式戦全体では、14本塁打を打った一方で一時は3割に近かった打率が.253にまで低下した。
シーズン終了後には、第4回WBCの韓国代表に選出された。オフには自身2度目のFAとなり、KBOやNPBへの復帰も視野に入れていることを示唆した。

### ロッテ・ジャイアンツ復帰
2017年1月24日に契約期間4年・年俸総額150億ウォン（金額は推定）という韓国プロ野球史上最高条件で、古巣のロッテ・ジャイアンツに復帰した。李自身は、日本からのオファーもあったにもかかわらず、韓国球界に復帰を決めた理由として、「『アメリカ (MLB) でのプレー』という夢を叶えたので、ロッテに復帰して（韓国シリーズの）チャンピオンになることが次の夢になったから」と述べている。
シーズン開幕前の3月に既に選出されていた第4回WBC韓国代表に参加。同大会では4番打者に起用された。しかし、1次ラウンド・プールA（韓国ラウンド）最初の2試合で通算1安打と振るわず、チームも2敗で1次ラウンドでの敗退が確定した。さらに、1次ラウンド最終戦のチャイニーズタイペイ戦では、2回裏の第1打席で潘威倫の投球が頭部を直撃（記録は死球）。李自身は大事に至らず出場を続けたが、6回裏の打席でも黄勝雄から死球を受けたため、代走と交代した。
シーズンではオールスターゲームにファン投票を経て一塁手として出場した。最終的に142試合に出場し、リーグ4位の34本塁打、リーグ5位の111打点、リーグ15位の打率.320を記録したほか、
2018年は全試合に出場した。
2019年は不振から立ち直れず、シーズン終盤には全炳佑と入れ替えで16年ぶりとなる二軍降格となった。
2020年は復活し、レギュラーシーズン全144試合に出場した。オフに3度目のFAを申請したが、2021年より2年契約でロッテと再契約を結んだ。
2021年5月8日のサムスン・ライオンズ戦では既にロッテ側が捕手を使い果たした状況で、チームが2点ビハインドの9回表に抑えの呉昇桓を攻略して3点を挙げ逆転した影響で、初めて捕手の守備についた。先頭の呉在一には安打を打たれる(直後に代走の金浩載と交代)が、次打者の朴海旻の打席時に巨体でワンバウンドのボールを止めるなどの好守備を見せた(朴海旻の打席結果も安打)。その後は姜韓蔚の犠牲バントで1死2・3塁のピンチを招くが金軒坤をショートファールフライ、姜珉鎬をショートゴロに打ち取り1回を無失点に抑えた。10月1日のKTウィズ戦でKBO史上14人目となるKBO通算2000安打を達成した。
2022年に同シーズン限りで現役引退することを発表した。10月8日の引退試合では1回裏に現役最後の安打かつ打点となるタイムリー二塁打を記録。8回表に一塁から投手に守備位置を変更、代打高佑錫を投手ゴロに打ち取り再び一塁に戻り、9回表の最後の守備まで出場し1ホールドを記録した。
現役引退後、背番号10は崔東原に次いでロッテ・ジャイアンツ史上2人目の永久欠番となった。

## 選手としての特徴
2007年に社稷野球場で推定飛距離150メートルの場外本塁打を記録したこともある長打力に加え、身長190cm超えで、体重は100kgを大きく越える巨躯ながら器用にボールを捉える柔軟さを備えている。
右方向への流し打ちを得意とし、変化球への対応も良く、打球を広角に打ち分ける。
守備では主に長身を活かして一塁手として起用されている。

## 人物
- 秋信守とは幼なじみである。李は秋に勧められて野球を始めた[46]。高校時代に秋は釜山高校の投手兼4番打者であり、李は慶南高校の投手兼4番打者だったため、二人は友達でありながらライバルだった[47]。李は秋について「他の選手とはレベルが全然違って野球の神様だと思った。小学生の時から秋信守はすごい選手で俺の英雄だった」とコメント[48]。
- ロッテ・ジャイアンツ時代から慈善事業に力を入れている人物であり、寄付天使と言われたことがある[1]。2001年に慈善事業の場で知り合った幼稚園教諭シン・へジョンと9年間の交際の末2009年12月26日に結婚[49]。
- ロッテ・ジャイアンツ時代の愛称は、「大きな子供」[3]、「ビッグボーイ」[35]。
- オリックス時代の2012年終盤、チームの低迷によって退任が決定した当時監督の岡田彰布に対して[50]、「申し訳ないです、自分等の責任です」と涙ながらに謝罪したという[51]。
- 2020年5月、西日本スポーツが選ぶホークス史上最強外国人選手の打者部門の読者投票で、第4位に選出された[52][53]。

## 詳細情報

### 年度別打撃成績
| 年 度     | 球 団        | 試 合 | 打 席 | 打 数 | 得 点 | 安 打 | 二 塁 打 | 三 塁 打 | 本 塁 打 | 塁 打 | 打 点 | 盗 塁 | 盗 塁 死 | 犠 打 | 犠 飛 | 四 球 | 敬 遠 | 死 球 | 三 振 | 併 殺 打 | 打 率 | 出 塁 率 | 長 打 率 | O P S |
| --------- | ------------ | ----- | ----- | ----- | ----- | ----- | -------- | -------- | -------- | ----- | ----- | ----- | -------- | ----- | ----- | ----- | ----- | ----- | ----- | -------- | ----- | -------- | -------- | ----- |
| 2001      | ロッテ(KBO)  | 6     | 9     | 8     | 0     | 4     | 0        | 0        | 0        | 4     | 1     | 0     | 0        | 0     | 0     | 1     | 0     | 0     | 2     | 0        | .500  | .556     | .500     | 1.056 |
| 2002      | ロッテ(KBO)  | 74    | 281   | 255   | 27    | 71    | 19       | 0        | 8        | 114   | 32    | 1     | 0        | 0     | 0     | 19    | 1     | 7     | 66    | 6        | .278  | .345     | .447     | .792  |
| 2003      | ロッテ(KBO)  | 54    | 173   | 152   | 8     | 37    | 6        | 0        | 4        | 55    | 13    | 0     | 2        | 2     | 0     | 13    | 0     | 6     | 37    | 3        | .243  | .327     | .362     | .689  |
| 2004      | ロッテ(KBO)  | 132   | 514   | 444   | 52    | 110   | 26       | 0        | 20       | 196   | 68    | 4     | 3        | 6     | 6     | 38    | 0     | 20    | 78    | 21       | .248  | .331     | .441     | .772  |
| 2005      | ロッテ(KBO)  | 126   | 512   | 447   | 53    | 119   | 16       | 2        | 21       | 202   | 80    | 1     | 0        | 0     | 3     | 47    | 4     | 15    | 76    | 12       | .266  | .354     | .452     | .805  |
| 2006      | ロッテ(KBO)  | 122   | 499   | 443   | 71    | 149   | 26       | 0        | 26       | 253   | 88    | 0     | 1        | 0     | 1     | 39    | 5     | 16    | 55    | 11       | .336  | .409     | .571     | .980  |
| 2007      | ロッテ(KBO)  | 121   | 514   | 415   | 79    | 139   | 21       | 1        | 29       | 249   | 87    | 1     | 0        | 0     | 5     | 81    | 25    | 13    | 55    | 9        | .335  | .453     | .600     | 1.053 |
| 2008      | ロッテ(KBO)  | 122   | 527   | 435   | 73    | 131   | 23       | 0        | 18       | 208   | 94    | 0     | 1        | 0     | 12    | 62    | 4     | 18    | 56    | 9        | .301  | .400     | .478     | .879  |
| 2009      | ロッテ(KBO)  | 133   | 549   | 478   | 73    | 140   | 28       | 1        | 28       | 254   | 100   | 0     | 0        | 0     | 4     | 51    | 3     | 16    | 65    | 13       | .293  | .377     | .531     | .908  |
| 2010      | ロッテ(KBO)  | 127   | 552   | 478   | 99    | 174   | 13       | 0        | 44       | 319   | 133   | 0     | 2        | 0     | 3     | 61    | 6     | 10    | 77    | 15       | .364  | .444     | .667     | 1.111 |
| 2011      | ロッテ(KBO)  | 133   | 570   | 493   | 76    | 176   | 26       | 1        | 27       | 285   | 113   | 2     | 0        | 0     | 6     | 63    | 8     | 8     | 60    | 22       | .357  | .433     | .578     | 1.011 |
| 2012      | オリックス   | 144   | 601   | 525   | 54    | 150   | 25       | 2        | 24       | 251   | 91    | 0     | 2        | 0     | 5     | 64    | 3     | 7     | 85    | 18       | .286  | .368     | .478     | .846  |
| 2013      | オリックス   | 141   | 593   | 521   | 60    | 158   | 27       | 0        | 24       | 257   | 91    | 0     | 0        | 0     | 2     | 64    | 4     | 6     | 80    | 20       | .303  | .384     | .493     | .878  |
| 2014      | ソフトバンク | 144   | 625   | 566   | 60    | 170   | 30       | 0        | 19       | 257   | 68    | 0     | 3        | 0     | 3     | 46    | 0     | 10    | 97    | 18       | .300  | .362     | .454     | .816  |
| 2015      | ソフトバンク | 141   | 584   | 510   | 68    | 144   | 30       | 0        | 31       | 267   | 98    | 0     | 1        | 0     | 3     | 62    | 0     | 9     | 109   | 17       | .282  | .368     | .524     | .892  |
| 2016      | SEA          | 107   | 317   | 292   | 33    | 74    | 9        | 0        | 14       | 125   | 49    | 0     | 0        | 0     | 0     | 20    | 2     | 5     | 74    | 8        | .253  | .312     | .428     | .740  |
| 2017      | ロッテ(KBO)  | 142   | 608   | 540   | 73    | 173   | 13       | 0        | 34       | 281   | 111   | 1     | 1        | 0     | 3     | 50    | 8     | 15    | 84    | 22       | .320  | .391     | .533     | .924  |
| 2018      | ロッテ(KBO)  | 144   | 604   | 543   | 81    | 181   | 30       | 0        | 37       | 322   | 125   | 0     | 1        | 0     | 4     | 43    | 7     | 14    | 75    | 18       | .333  | .394     | .593     | .987  |
| 2019      | ロッテ(KBO)  | 135   | 549   | 485   | 48    | 138   | 23       | 1        | 16       | 211   | 88    | 0     | 0        | 0     | 7     | 47    | 4     | 10    | 65    | 19       | .285  | .355     | .435     | .790  |
| 2020      | ロッテ(KBO)  | 144   | 611   | 542   | 67    | 158   | 27       | 0        | 20       | 245   | 110   | 1     | 0        | 0     | 11    | 53    | 9     | 5     | 68    | 21       | .292  | .354     | .452     | .806  |
| 2021      | ロッテ(KBO)  | 114   | 465   | 420   | 39    | 120   | 11       | 0        | 19       | 188   | 81    | 0     | 0        | 0     | 6     | 34    | 3     | 5     | 50    | 12       | .286  | .342     | .448     | .790  |
| 2022      | ロッテ(KBO)  | 142   | 502   | 540   | 53    | 179   | 23       | 0        | 23       | 271   | 101   | 0     | 0        | 0     | 6     | 43    | 7     | 2     | 56    | 26       | .331  | .370     | .502     | .881  |
| KBO：17年 | KBO：17年    | 1971  | 8128  | 7118  | 972   | 2188  | 331      | 6        | 374      | 3664  | 1425  | 11    | 11       | 8     | 77    | 745   | 94    | 180   | 1025  | 239      | .309  | .385     | .515     | .900  |
| NPB：4年  | NPB：4年     | 570   | 2403  | 2122  | 242   | 622   | 112      | 2        | 98       | 1032  | 348   | 0     | 6        | 0     | 13    | 236   | 7     | 32    | 371   | 73       | .293  | .370     | .486     | .859  |
| MLB：1年  | MLB：1年     | 107   | 317   | 292   | 33    | 74    | 9        | 0        | 14       | 125   | 49    | 0     | 0        | 0     | 0     | 20    | 2     | 5     | 74    | 8        | .253  | .312     | .428     | .740  |

- 各年度の太字はリーグ最高

### 年度別守備成績
| 年 度 | 球 団        | 一塁（1B） | 一塁（1B） | 一塁（1B） | 一塁（1B） | 一塁（1B） | 一塁（1B） | 三塁（3B） | 三塁（3B） | 三塁（3B） | 三塁（3B） | 三塁（3B） | 三塁（3B） |
| 年 度 | 球 団        | 試 合      | 刺 殺      | 補 殺      | 失 策      | 併 殺      | 守 備 率   | 試 合      | 刺 殺      | 補 殺      | 失 策      | 併 殺      | 守 備 率   |
| ----- | ------------ | ---------- | ---------- | ---------- | ---------- | ---------- | ---------- | ---------- | ---------- | ---------- | ---------- | ---------- | ---------- |
| 2001  | ロッテ(KBO)  | -          | -          | -          | -          | -          | -          | 1          | 0          | 0          | 0          | 0          |            |
| 2002  | ロッテ(KBO)  | 42         | 324        | 30         | 1          | 41         | .997       | 35         | 22         | 64         | 8          | 11         | .915       |
| 2003  | ロッテ(KBO)  | 41         | 311        | 16         | 1          | 32         | .997       | -          | -          | -          | -          | -          | -          |
| 2004  | ロッテ(KBO)  | 5          | 31         | 3          | 0          | 6          | 1.000      | 128        | 84         | 240        | 13         | 18         | .961       |
| 2005  | ロッテ(KBO)  | 51         | 352        | 21         | 3          | 34         | .992       | 88         | 44         | 142        | 9          | 19         | .954       |
| 2006  | ロッテ(KBO)  | 118        | 1099       | 78         | 7          | 92         | .994       | -          | -          | -          | -          | -          | -          |
| 2007  | ロッテ(KBO)  | 98         | 846        | 63         | 4          | 78         | .996       | -          | -          | -          | -          | -          | -          |
| 2008  | ロッテ(KBO)  | 27         | 204        | 21         | 2          | 20         | .991       | 89         | 70         | 164        | 9          | 30         | .963       |
| 2009  | ロッテ(KBO)  | 35         | 232        | 19         | 1          | 27         | .996       | 104        | 78         | 203        | 14         | 24         | .953       |
| 2010  | ロッテ(KBO)  | 18         | 149        | 14         | 1          | 13         | .994       | 102        | 76         | 172        | 11         | 20         | .958       |
| 2011  | ロッテ(KBO)  | 111        | 923        | 83         | 4          | 104        | .996       | 2          | 1          | 0          | 3          | 0          | .250       |
| 2012  | オリックス   | 129        | 1190       | 80         | 5          | 85         | .996       | -          | -          | -          | -          | -          | -          |
| 2013  | オリックス   | 112        | 920        | 87         | 7          | 80         | .996       | -          | -          | -          | -          | -          | -          |
| 2014  | ソフトバンク | 71         | 564        | 46         | 0          | 40         | 1.000      | -          | -          | -          | -          | -          | -          |
| 2015  | ソフトバンク | 54         | 406        | 38         | 3          | 29         | .995       | -          | -          | -          | -          | -          | -          |
| 2016  | SEA          | 84         | 554        | 28         | 2          | 68         | .997       | -          | -          | -          | -          | -          | -          |
| 2017  | ロッテ(KBO)  | 116        | 898        | 59         | 8          | 92         | .992       | 1          | 0          | 0          | 0          | 0          |            |
| 2018  | ロッテ(KBO)  | 48         | 339        | 35         | 3          | 39         | .992       | 7          | 1          | 5          | 0          | 0          | 1.000      |
| 2019  | ロッテ(KBO)  | 21         | 140        | 17         | 1          | 16         | .994       | -          | -          | -          | -          | -          | -          |
| 2020  | ロッテ(KBO)  | 55         | 460        | 38         | 2          | 46         | .996       | -          | -          | -          | -          | -          | -          |
| 2021  | ロッテ(KBO)  | 17         | 100        | 7          | 2          | 12         | .982       | -          | -          | -          | -          | -          | -          |
| 2022  | ロッテ(KBO)  | 8          | 58         | 11         | 0          | 8          | 1.000      | -          | -          | -          | -          | -          | -          |
| NPB   | NPB          | 366        | 3080       | 251        | 15         | 234        | .995       | -          | -          | -          | -          | -          | -          |
| MLB   | MLB          | 84         | 554        | 28         | 2          | 68         | .997       | -          | -          | -          | -          | -          | -          |

| 年 度 | 球 団       | 投手（P） | 投手（P） | 投手（P） | 投手（P） | 投手（P） | 投手（P） |
| 年 度 | 球 団       | 試 合     | 刺 殺     | 補 殺     | 失 策     | 併 殺     | 守 備 率  |
| ----- | ----------- | --------- | --------- | --------- | --------- | --------- | --------- |
| 2022  | ロッテ(KBO) | 1         | 0         | 1         | 0         | 0         | 1.000     |

| 年 度 | 球 団       | 捕手（C） | 捕手（C） | 捕手（C） | 捕手（C） | 捕手（C） | 捕手（C） | 捕手（C） | 捕手（C） | 捕手（C） | 捕手（C） | 捕手（C） |
| 年 度 | 球 団       | 試 合     | 刺 殺     | 補 殺     | 失 策     | 併 殺     | 守 備 率  | 捕 逸     | 企 図 数  | 許 盗 塁  | 盗 塁 刺  | 阻 止 率  |
| ----- | ----------- | --------- | --------- | --------- | --------- | --------- | --------- | --------- | --------- | --------- | --------- | --------- |
| 2021  | ロッテ(KBO) | 1         | 0         | 0         | 0         | 0         |           | 0         | 0         | 0         | 0         |           |

- 各年度の太字年はリーグ最高

### タイトル
NPB
- 打点王：1回（2012年）

KBO
- 首位打者：3回（2006年、2010年、2011年）
- 本塁打王：2回（2006年、2010年）
- 打点王（朝鮮語版）：2回（2006年、2010年）
- 最高出塁率：2回（2010年、2011年）
- 最多安打（朝鮮語版）：2回（2010年、2011年）

### 表彰
NPB
- ベストナイン：2回（一塁手部門：2012年、指名打者部門：2015年）
- 日本シリーズMVP：1回（2015年）
- 月間MVP：4回（野手部門：2012年5月、2012年7月、2014年6月、2015年5月）
- ホームランダービー優勝：1回（2012年第1戦）

KBO
- 最優秀選手：1回（2010年）
- ゴールデングラブ：7回（2006年、2007年、2010年、2011年、2017年、2018年、2022年）
- オールスターゲームMVP：2回（2005年、2008年）

WBSCプレミア12
- ベストナイン：1回（指名打者部門：2015年）

### 記録

#### KBO
- 三冠王：2回（2006年、2010年）

#### NPB
初記録
- 初出場・初先発出場：2012年3月30日、対福岡ソフトバンクホークス1回戦（福岡Yahoo! JAPANドーム）、4番・一塁手で先発出場
- 初打席：同上、2回表に攝津正から三飛
- 初安打・初打点：同上、6回表に攝津正から中前適時打
- 初本塁打：2012年4月21日、対北海道日本ハムファイターズ5回戦（ほっともっとフィールド神戸）、4回裏に武田勝から左越ソロ

その他の記録
- オールスターゲーム出場：3回（2012年 - 2014年）

#### MLB
初記録
- 初出場・初打席：2016年4月4日、対テキサス・レンジャーズ1回戦（アーリントン）、7回表一死からレオネス・マーティンの代打で出場、コール・ハメルズの前に空振り三振
- 初先発出場：2016年4月5日、対テキサス・レンジャーズ2回戦（アーリントン）、8番・一塁手で先発出場、2打数無安打
- 初安打・初本塁打・初打点：2016年4月8日、対オークランド・アスレチックス1回戦（セーフコ・フィールド）、5回裏にエリック・サーカンプから中越ソロ

#### NPB/KBO通算
節目の記録
- 300本塁打：2015年5月8日、対東北楽天ゴールデンイーグルス5回戦（福岡 ヤフオク!ドーム）、4回裏にケニー・レイから左越同点ソロ

### 背番号
- 49（2001年 - 2004年）
- 10（2005年 - 2011年、2013年 - 2022年）
- 25（2012年、2013年WBC）

### 登場曲
- 「バナナ・ボート」Sir（2012年 - 2013年）
- 「アヒル飛ぶ」チェリーフィルター（2014年 - 2015年）

### 代表歴
- 2008年オリンピック野球韓国代表
- 2009 ワールド・ベースボール・クラシック韓国代表
- 2013 ワールド・ベースボール・クラシック韓国代表
- 2015 WBSCプレミア12 韓国代表